# Какую
Какую (1053—1140) — японський буддистський діяч і художник періоду Хейан.

## Життєпис
Походив з аристократичного роду Мінамото, гілки Гендзі-Дайґо. Його прадідом був державний діяч Мінамото но Такаакіра. Майбутній художник був дев'ятим сином вченого і письменника Мінамото но Такакуні, старшого державного радника, та доньки санґі Мінамото но Цунейорі. Народився у 1053 році. В дитинстві став послушником до монастиря Мії-дера (на острові Біва), що належав до секти Тендай.
В подальшому пройшов шлях від послушника і ченця до первосвященика. Протягом 13 років був головою (беттьо) монастиря Сітенно-дзі в Осаці, де доклав великих зусиль, щоб відновити стародавню пишність тамтешніх споруд. Какую користувався прихильністю імператора Тоба, у якого служив годзісьо (військовий чернець).
У 1132 році став сьодзо (на кшталт єпископа), а в 1134 році — дай-сьодзьо (на кшталт архієпископа). У 1138 році став 48-м дзасу (первосвящеником—керівником) школи Тендай. Жив в монастирі Кодзан-дзі в Тоба (частина Кіото), який фінансувала імператорська родина. Звідси його творчий псевдонім Тоба Сьодзьо. Помер у 1140 році в Кіото.

## Творчість
Створював роботи на буддійські і сатиричні теми. Створював великі, горизонтальні роботи розміром 11 м×30 см. Йому приписують авторство твору «Карикатури тварин і людей», яку називають першою мангою, а також паперових сувоїв «Легенди гори Сіґі» (монастир Тьоґосенсі-дзі в м. Нара), «Гравці звірів» (монастир Кодзан-дзі в Кіото). Точно підтверджено авторство «Фудомйо'о—кіцудзо» з монастиря Дайго-дзі в Кіото.
Для малюнків Какую притаманні розвинута і тонка графічна манера, гостровиразна композиційна динаміка. Був одним з перших майстрів японського монохромного живопису тушшю (тоба-е), яка передувала живопису суйбокуґа, зокрема це особливо проявилося у сувої «Легенди гори Сіґі».
Какую зібрав велику колекцію картин і артефактів, пов'язаних з езотеричним буддизмом.

## Галерея

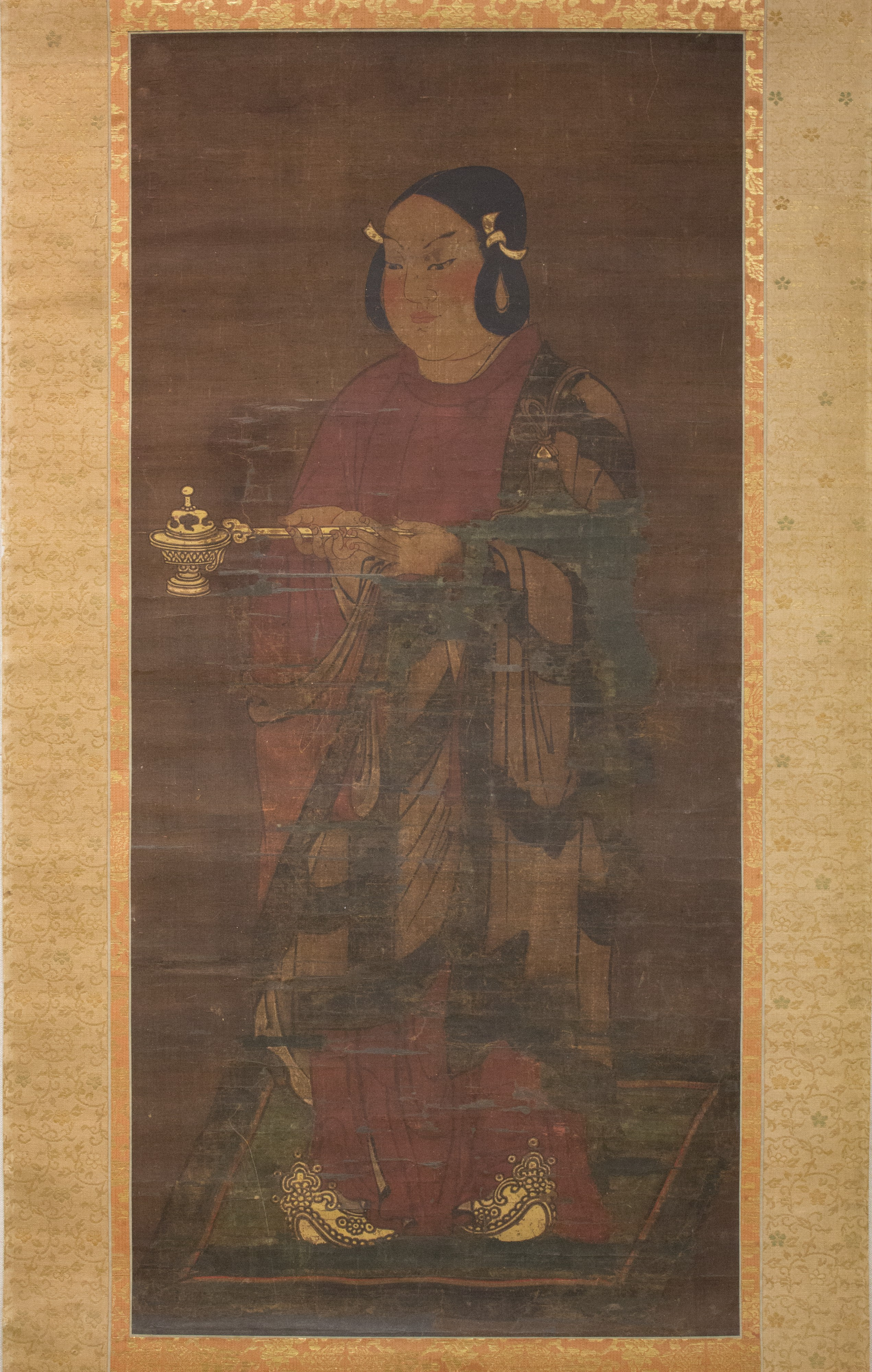
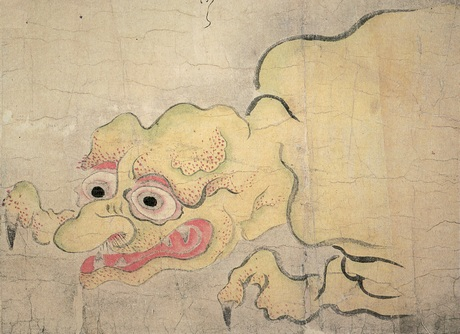
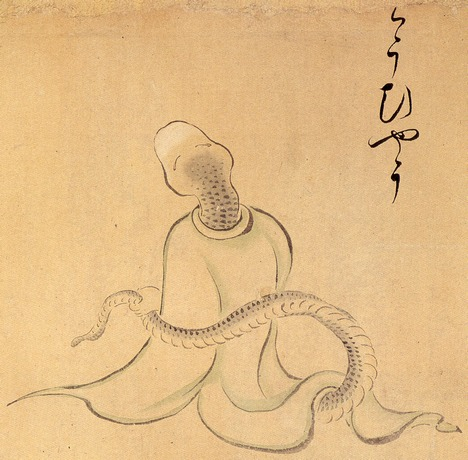
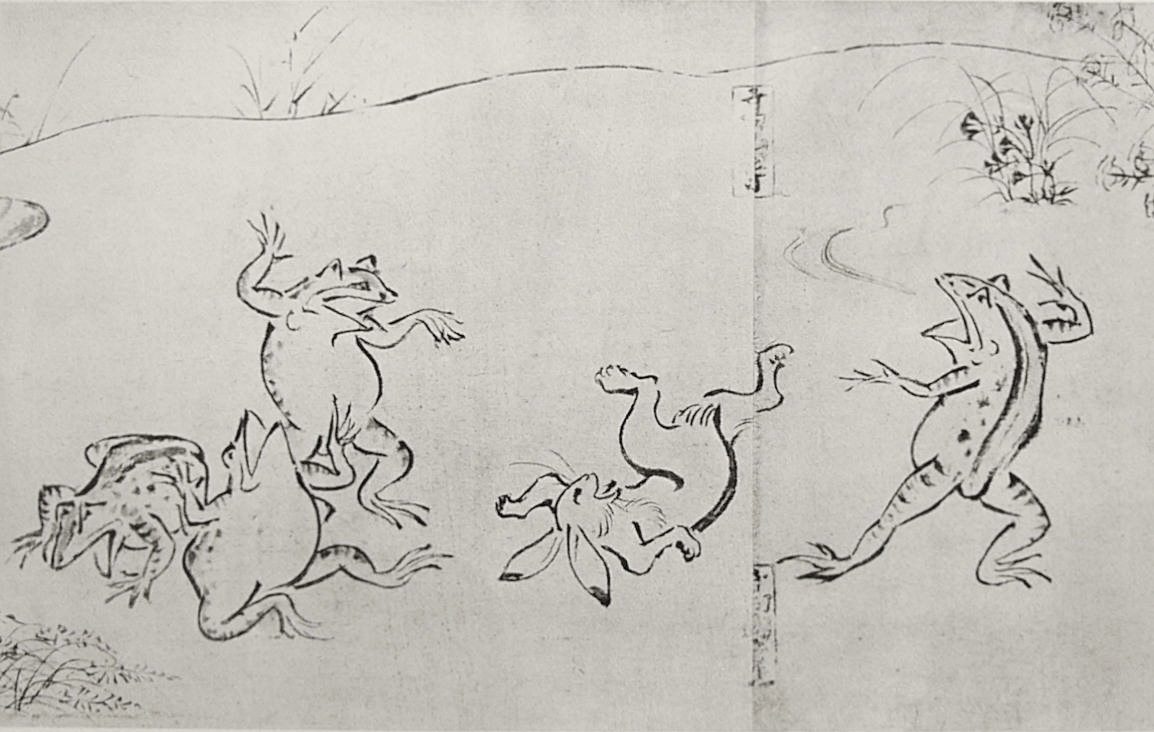
Animals sumo wrestling on the first scroll of Chōjū-giga